# انگشت‌دراز نواری کم‌رنگ
انگشت‌دراز نواری کم‌رنگ (نام علمی: Bavayia septuiclavis) نام یک گونه از سرده گکوهای کالدونیای جدید است.